# Aenictus arya
Aenictus arya é uma espécie de formiga do gênero Aenictus.